# Близькосхідний фосфоритоносний басейн
Близькосхідний фосфоритоносний басейн — розташований на північному сході Африки. Займає обширні частини території Єгипту, Саудівської Аравії, Йорданії, Ізраїлю, Іраку, Сирії, Лівану і Південної Туреччини, охоплюючи північ Африкано-Аравійської платформи.

## Історія
Перші родовища відкриті в 1896—1908 рр. в долині р. Ніл і на західному узбережжі Червоного моря, більшість виявлена в 50–60-х рр. ХХ ст. в країнах Близького Сходу.

## Характеристика
Довжина басейну близько 2 000 км, площа - близько 1 млн км². Запаси фосфоритів 9,5 млрд т. Головні промислові родовища: Абу-Тартур, Ель-Махамід, Абу-Тундуб, Хамравейн, Васиф (Єгипет), Орон, Арад (Ізраїль), Еш-Шидія, Ель-Хаса, Ер-Русейфа (Йорданія), Таніят (Саудівська Аравія), Акашат (Ірак), Східне, Кінейфіс (Сирія) і Мазидаги (Туреччина).
В тектонічному плані для басейну характерні різноманітні фосфоритоконтролюючі структурні елементи: синеклізи, антеклізи, внутрішньоплатформні складчасті зони, жорсткі масиви Аравійсько-Нубійського щита.

## Технологія розробки
Розробка родовищ здійснюється відкритим (Сирія), підземним (Ізраїль) або комбінованим (Єгипет, Йорданія) способами. Руди мають мінімальний вміст Р2О5 24-25%, концентрат після збагачення — 30-33%.